# Woodend (Dullatur)
Woodend ist eine Villa in der schottischen Ortschaft Dullatur in der Council Area North Lanarkshire. Sie liegt in der Prospect Road im Nordwesten der Ortschaft. 1987 wurde Woodend in die schottischen Denkmallisten in der höchsten Kategorie A aufgenommen.

## Beschreibung
Woodend könnte ein Entwurf Alexander Thomsons sein, wahrscheinlich stammt er aber von seinem Partner Robert Turnbull. Die von 1875 bis 1876 gebaute Villa weist Merkmale der griechischen und ägyptischen Architektur auf, die typisch für Thomsons Arbeiten sind. Die Front des zweistöckigen Gebäudes ist der Straßenseite zugewandt und somit nach Norden gerichtet. Woodend besteht aus behauenem Bruchstein. An den Gebäudekanten heben sich Ecksteine ab und ein Zierband verläuft auf Geschosshöhe. Die Vorderfront weist zwei vertikale Fensterachsen auf. Die Fensteröffnungen sind mit Blendpfeilern beziehungsweise einfachen Fensterpfosten verziert. An der rechten Fassadenseite springt eine quadratische Auslucht hervor. Darüber schließt das Gebäude mit einem schieferbedeckten Satteldach. Der Eingangsbereich ist von Blendpfeilern umrahmt. Woodend ist unterkellert. Die westlich angrenzende Villa Dunluce wurde ebenfalls von Thomson geplant und weist ähnliche architektonische Merkmale auf.